# Frank Lapidus
Frank Lapidus er en fiktiv person i den amerikanske tv-serie Lost, spillet af Jeff Fahey.

## Biografi

### Før øen
Frank var før han endte på øen en pilot der led under alkoholmisbrug. Da Oceanic Flight 815 findes på bunden af havet, og nyheden transmitteres på tv, ringer Frank til Oceanic Hotline, og fortæller at billedet de viser på skærmen ikke er den rigtige pilot – noget Frank ved delvist fordi den påståede pilot ikke har en vielsesring, og dels fordi Frank skulle have fløjet Oceanic Flight 815.
I dette afsnit, (Confirmed Dead), får man for første gang at vide at piloten på Oceanic 815 havde navnet Seth Norris(Greg Grunberg).

### På øen

#### Sæson 4
Under helikopterstyrtet lykkedes det Frank at manøvre den uskadt på jorden. Han mødes med Jack, Kate, Sayid, Juliet, Miles og Daniel, og han viser dem den uskadte helikopter. Frank flyver Naomi, Sayid og Desmond ud til fragtskibet, umiddelbart efter Sayid med succes har forhandlet Charlotte fri fra Locke.

#### Sæson 5
I "The Lie" ser man Lapidus gå rundt på skibet efter øl til sig selv og Desmond Hume. Jack spørger om Lapidus har noget imod at de lyver omkring Øen, og Lapidus siger god for det. 
I afsnittet "316" går Jack, Hurley, Kate, Sun, Sayid og Ben om bord på flyet. Da flyet letter begynder piloten at snakke. Jack og Kate ser på hindanden eftersom de kender stemmen. Piloten siger han hedder Frank Lapidus og Jack går op for at snakke med ham.

## Fodnoter
1. 1 2  Lost: 
"Confirmed Dead" (Sæson 4, afsnit 2). Manuskript af Drew Goddard & Brian K. Vaughan.  Broadcasted første gang på American Broadcasting Company den 7. februar 2008.
2. ↑  Lost: 
"The Economist" (Sæson 4, afsnit 3). Manuskript af Edward Kitsis & Adam Horowitz.  Broadcasted første gang på American Broadcasting Company den 14. februar 2008.